# Groupe d'armées Courlande
Pour les articles homonymes, voir Courlande (homonymie).

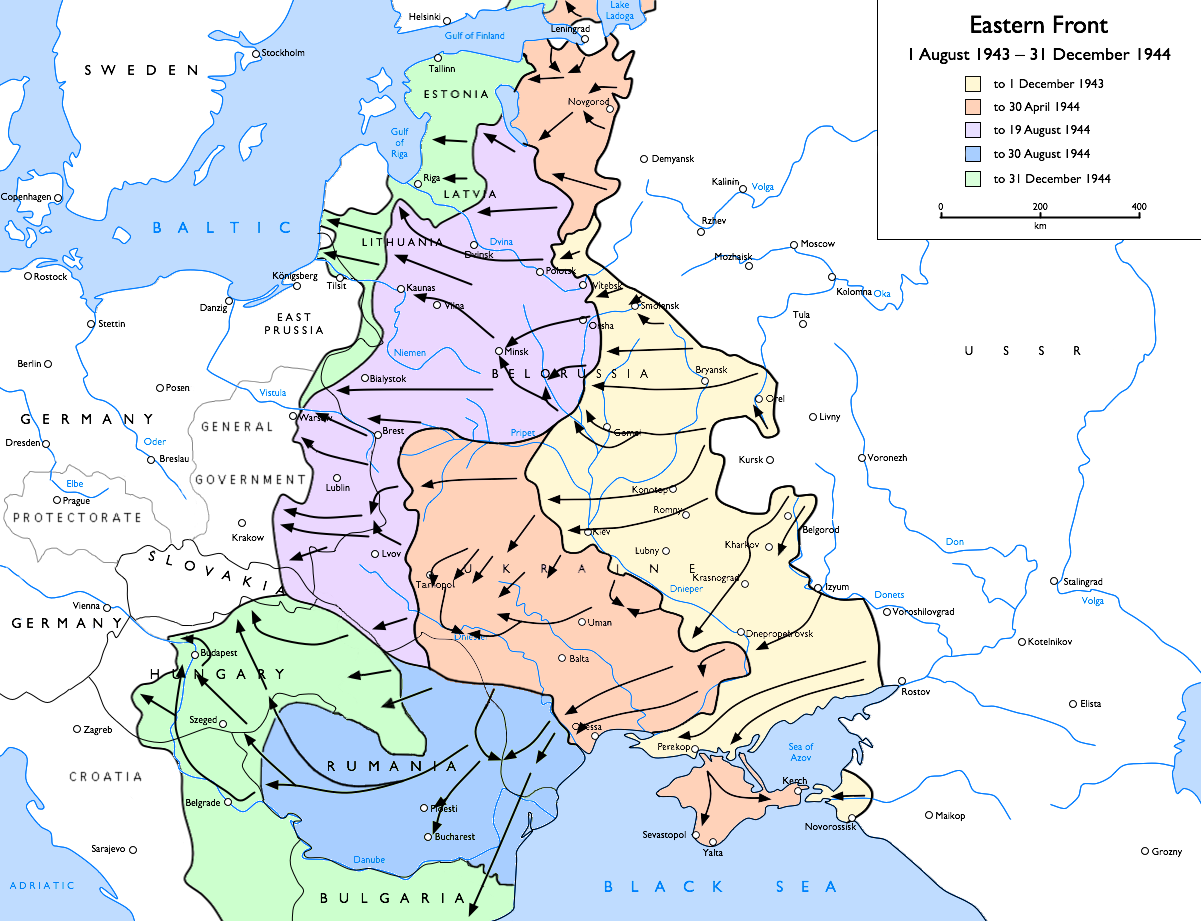
Avancée soviétique du 1 septembre 1943 au 31 décembre 1944 : la poche de Courlande est visible au nord.

Le groupe d'armées Courlande (en allemand : Heeresgruppe Kurland) est un regroupement d'armées allemandes de la Wehrmacht durant la Seconde Guerre mondiale.
Il a été créé sur le front de l'Est à partir des restes du groupe d'armées Nord, isolé dans la péninsule de Courlande par l'avancée des forces armées soviétiques pendant l'offensive de la Baltique en 1944. Ce groupe y est resté isolé jusqu'à la fin de la Seconde Guerre mondiale en Europe. Toutes ses unités ont reçu du commandement de la Wehrmacht l'ordre de se rendre lors de la capitulation du 8 mai 1945.

## Historique

### Désignation
Le groupe d'armées Courlande a été créé de facto lorsque l'Armée rouge a atteint la mer Baltique près du Niémen, le mardi 10 octobre 1944. Ce qui était alors connu sous le nom de groupe d'armées Nord, soit environ 200 000 soldats allemands dans 26 divisions, a été définitivement isolé du reste de l'armée allemande et a dû rester isolé en Lettonie jusqu'à la fin de la guerre, dans ce qui allait devenir la poche de Courlande. Ce Groupe d'armées est resté opérationnel jusqu'à la fin de la guerre en Europe.

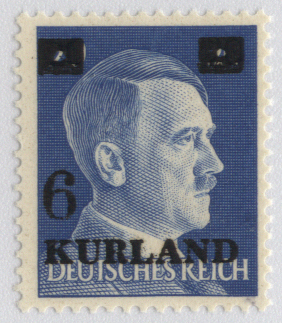
Timbre émis en 1945 dans la poche par la poste militaire allemande.
Il s'agit d'un timbre de la série courante de 1941 surchargé pour la circonstance.

Le Groupe d'armées Courlande a été officiellement créé le 25 janvier 1945, quand Adolf Hitler a renommé le groupe d'armées Nord, le groupe d'armées Centre et le groupe d'armées A. Le groupe d'armées Nord est devenu le groupe d'armées Courlande (Heeresgruppe Kurland), le groupe d'armées Centre est devenu Groupe d'armées Nord (Heeresgruppe Nord) et le groupe d'armées A est devenu le groupe d'armées Centre (Heeresgruppe Mitte).

### Isolement
Le Groupe d'armées Courlande se composait de la 16. et 18. Armee. Ces deux armées avait été envoyées en Courlande en partie pour protéger les bases de U-Boots de la mer Baltique.
Contourné par les principales forces soviétiques, le groupe d'armées Courlande est demeuré relativement intact. Même vers la fin de la guerre, il était en mesure de mettre en œuvre de vingt-quatre à trente et une divisions, bien que, le dos à la mer Baltique, il soit également resté en grande partie coupé de son ravitaillement, et ait été incapable de sortir ou d'évacuer la poche.
Le Groupe d'armées Courlande a mené six batailles majeures (dont 3 avant la création du groupe) dans la poche de Courlande entre le 15 octobre 1944 et le 4 avril 1945 :
- Du 15 octobre 1944, à 22 octobre 1944
- Du 27 octobre 1944 au 25 novembre 1944
- Du 23 décembre 1944 au 31 décembre 1944
- Du 23 janvier 1945 au 3 février 1945
- Du 12 février 1945 au 19 février 1945
- Du 17 mars 1945 au 4 avril 1945

### Reddition
À l'heure convenue pour l'ensemble des forces armées allemandes à la fin des hostilités, les seizième et dix-huitième armées du groupe d'armées Courlande, commandées par le Generaloberst Carl Hilpert, mettent fin aux hostilités à 23 h 00 le 8 mai 1945 et se rendent à Leonid Govorov, commandant du front de Léningrad.
Le 9 mai, les Soviétiques commencent la capture de toutes les troupes allemandes présentes dans la poche de Courlande. Vers le 11 mai, les troupes du Front de Leningrad avaient mis la main sur la péninsule de Courlande, atteignant la côte de la baie de Riga et de la mer Baltique.
Du 9 mai au 12 mai, 140 408 hommes et sous-officiers, 5 083 officiers et 28 généraux se sont rendus dans la poche de Courlande. Le matériel saisi durant cette période se compose de 75 avions, 307 chars et canons automoteurs, 1 427 canons, 557 mortiers, 3 879 mitrailleuses, 52 887 fusils et mitraillettes, 219 véhicules blindés de transport, 310 stations de radio, 4 281 véhicules à moteur, 240 tracteurs, chariots chargés de 3 442 cargaisons militaires et de 14 056 chevaux.
Le 23 mai, l'Union soviétique a achevé sa capture des troupes allemandes dans la poche de Courlande. Un total d'environ 180 000 soldats allemands ont été emmenés en captivité. Les officiers allemands ont été remis à la NKVD. La majeure partie des captifs ont été emmenés dans des camps dans les collines de Valdaï. Très peu sont revenus en Allemagne.

## Bande de bras

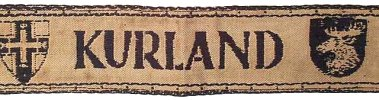
Bande de bras du groupe d'armées Courlande.

Le 12 mars 1945, une bande de bras (en allemand : Ärmelband) de reconnaissance a été créée.
Elle a été attribuée aux soldats dans les cas suivants :
- Participation à au moins trois combats dans la péninsule de Courlande
- Séjour ininterrompu de trois mois dans la zone du groupe d'armées Courlande
- Blessure de guerre

## Commandement suprême
- 23 janvier - 25 janvier 1945 : Generaloberst Dr. Lothar Rendulic

- 26 janvier - 30 janvier 1945 : Generaloberst Carl Hilpert
- 30 janvier - 10 mars 1945 : Generaloberst Heinrich von Vietinghoff
- 10 mars - 24 mars 1945 : Generaloberst Dr. Lothar Rendulic
- 25 mars - 8 mai 1945 : Generaloberst Carl Hilpert

## Organisation
Troupes rattachées au groupe d'armées
- Nachrichten-Regiment 639  (639e Régiment de transmission)

Unités faisant partie du groupe d'armées
- Février 1945 : 
  - 16e Armée,
  - 18e Armée

## Sources
- (en) Cet article est partiellement ou en totalité issu de l’article de Wikipédia en anglais intitulé « Army Group Courland » (voir la liste des auteurs).